# Comuna de Besançon
A Comuna de Besançon (na francesa Commune de Besançon) foi um movimento revolucionário concebido e desenvolvido em 1871, com o objetivo de proclamar um poder autônomo local baseado nas experiências de Lyon e Paris. Origina-se de convulsões sociológicas que metamorfoseia a cidade ·  e com o surgimento de sindicatos, incluindo uma seção da AIT em conexão com o futuro Federação do Jura ·  ·  ·  · . A Guerra Franco-Prussiana, a queda do Segundo Império e o advento da Terceira República precipitam eventos · . Enquanto muitos notáveis testemunha de um contexto de insurreição e o apoio armado da Suíça está se organizando ·  · , correspondência deixada por James Guillaume e Mikhail Bakunin ·  atestar um lançamento planejado entre o final de maio e o início de junho de 1871. No entanto com o início do "Semana sangrenta" em 21 de maio e a realização de uma campanha interna até 7 de junho, qualquer tentativa foi seriamente comprometida. Apesar da esperança de um recomeço, as semanas e meses que se seguem à ideia de uma insurreição é definitivamente abandonada reforçada pela extinção dos grupos e atividades ditos anarquistas a partir de 1875.